# Meridiano 16 W
O meridiano 16 W é um meridiano que, partindo do Polo Norte, atravessa o Oceano Ártico, Gronelândia, Islândia, Oceano Atlântico, África, Oceano Antártico, Antártida e chega ao Polo Sul. Forma um círculo máximo com o Meridiano 164 E.
Começando no Polo Norte, o meridiano 16º Oeste tem os seguintes cruzamentos:
| País, território ou mar | Notas |
| ----------------------- | --- |
| Oceano Ártico           | |
| Gronelândia             | |
| Oceano Ártico           | Mar da Gronelândia |
| Islândia                | |
| Oceano Atlântico        | Passa a leste de Porto Santo, Portugal · Passa a oeste da Selvagem Grande, Ilhas Selvagens, Portugal · Passa a leste da Selvagem Pequena, Ilhas Selvagens, Portugal · Passa a leste de Tenerife, Ilhas Canárias, Espanha · Passa a oeste de Gran Canaria, Ilhas Canárias, Espanha |
| Saara Ocidental         | Península de Dakhla, território reclamado por Marrocos |
| Oceano Atlântico        | |
| Saara Ocidental         | Território reclamado por Marrocos |
| Mauritânia              | Passa em Nouakchott |
| Senegal                 | |
| Gâmbia                  | |
| Senegal                 | |
| Guiné-Bissau            | Parte continental e Ilha de Pecixe, no Arquipélago dos Bijagós |
| Oceano Atlântico        | |
| Oceano Antártico        | |
| Antártida               | Terra da Rainha Maud, reclamada pela Noruega |